# Camponotus taipingensis
Camponotus taipingensis é uma espécie de inseto do gênero Camponotus, pertencente à família Formicidae.